# نادي مونتروز لكرة القدم
نادي مونتروز لكرة القدم (بالإنجليزية: Montrose F.C.)‏ هو نادي كرة قدم بريطاني تأسس في 1879 ، يقع مقره الرئيسي في مونتروز، ويلعب في دوري كرة القدم الاسكتلندي الدرجة الثالثة ‏.

## وصلات خارجية
- الموقع الرسمي